# PFH Private Hochschule Göttingen
Die PFH Private Hochschule Göttingen (englisch PFH Private University of Applied Sciences, ehemals Private Fachhochschule Göttingen) ist eine private und staatlich anerkannte Fachhochschule mit Standorten in Göttingen und Stade, die sowohl Präsenz- als auch Fernstudiengänge anbietet.

## Hochschule
Die heutige PFH wurde 1994 unter dem Namen Private Fachhochschule Göttingen gegründet und gehört seit 2020 zur französischen Galileo Global Education Gruppe. 1995 wurde nach der staatlichen Anerkennung der Hochschulbetrieb aufgenommen. Gründungspräsident der PFH war Wolfgang Lücke. Ihm folgte von 1999 bis 2014 Bernt R. A. Sierke. Erste Präsenzstudiengänge waren Betriebswirtschaftslehre und Wirtschaftsinformatik. 2006 folgten mit der Umstellung der Studiengänge auf die Bachelor- und Masterabschlüsse die Programme General Management und Business Information Systems, später die Programme Verbundwerkstoffe, Composites und Adaptronik, des Weiteren Healthcare Technology sowie Wirtschaftsinformatik. Als Fernstudiengänge werden unter anderem Betriebswirtschaftslehre (Bachelor, Master, MBA), Psychologie und Wirtschaftspsychologie (Bachelor, Master), Soziale Arbeit (Bachelor), Wirtschaftsingenieur (Bachelor) und Wirtschaftsrecht (Master) angeboten.
An der PFH wurde 1999 die Management & Technologie Akademie GmbH (mtec-Akademie) gegründet. Diese bietet Weiterbildungsseminare für Fach- und Führungskräfte an.
Die Hochschulleitung besteht aus Frank Albe (Präsident) sowie den Vizepräsidenten Joachim Ahrens, Antje-Britta Mörstedt und Wilm F. Unckenbold. Vorsitzender des wissenschaftlichen Beirats ist Axel Dreyer. Unterstützt wird die Hochschule durch ein Kuratorium mit Partnern aus der Wirtschaft und Industrie.
Hauptstandort der PFH ist Göttingen; 2006 wurde zusätzlich der Standort Stade eingerichtet. Des Weiteren gibt es vierzehn auf ganz Deutschland verteilte Fernstudienzentren sowie ein weiteres in Österreich.

## Studiengänge

### Wirtschaftswissenschaftliche Studiengänge
- General Management (Bachelor of Science, Master of Science)
- Business Administration (Bachelor of Science)

### Ingenieurwissenschaftliche Studiengänge
- Verbundwerkstoffe/Composites (Bachelor of Engineering; Master of Science)

### Healthcare Technology-Studiengänge
- Orthobionik (Bachelor of Science)
- Medizinische Orthobionik (Master of Science)
- Sports-/Reha-Engineering (Master of Science)

### Psychologische und wirtschaftspsychologische Studiengänge
- Psychologie (Bachelor of Science, Master of Science)
- Wirtschaftspsychologie (Bachelor of Science, Master of Science)

### Fernstudiengänge
- BWL (Bachelor of Arts, Master of Arts)
- BWL – dual (Bachelor of Arts)
- Advanced Management (Master of Arts)
- Advanced Management – dual (Master of Arts)
- Business Administration (MBA)
- Psychologie (Bachelor of Science, Master of Science)
- Wirtschaftspsychologie (Bachelor of Arts, Master of Arts)
- Angewandte Psychologie für die Wirtschaft (Master of Arts)
- Unternehmensrecht (Master of Laws)
- Arbeitsrecht und Personalmanagement (Master of Laws)
- Wirtschaftsingenieur (Bachelor of Engineering)
- Soziale Arbeit (Bachelor of Arts)
- Sozialmanagement (Master of Arts)

## Projekte und Engagements

### Zentrum für Entrepreneurship der PFH - Private Hochschule Göttingen
Das ZE Zentrum für Entrepreneurship ist als zentrale Instanz der PFH als Unternehmer- und Gründerhochschule systematisch auf die Bildung und Förderung unternehmerischen Denkens und Handelns ausgerichtet. Mit dem vielfältigen Leistungsspektrum setzt das ZE Impulse für die nachhaltige Verankerung einer Kultur der unternehmerischen Initiative und Selbstständigkeit.